# Trojanovice
Trojanovice – gmina w Czechach, w powiecie Nowy Jiczyn, w kraju morawsko-śląskim. Według danych z dnia 1 stycznia 2012 liczyła 2340 mieszkańców.
Miejscowość założył w XIII wieku kardynał Troyer, od którego pochodzi jej nazwa.